# Комедии Уильяма Шекспира
Комедии — жанровый раздел творчества Уильяма Шекспира, включающий почти половину его пьес. Впервые эта группа произведений была выделена в Первом фолио 1623 года. Специалисты причисляют часть комедий к «романтическим драмам», часть — к «проблемным пьесам». Первым произведением этого жанра стала «ученическая» «Комедия ошибок», и впоследствии Шекспир регулярно обращался к комедиям, чередуя их с трагедиями и историческими хрониками. Сюжетный материал для комедий 1590-х годов, более весёлых и беззаботных, он черпал главным образом из сборников новелл. Для комедий 1600-х годов характерен меланхолический настрой.

## Список комедий
- Всё хорошо, что хорошо кончается
- Как вам это понравится
- Комедия ошибок
- Бесплодные усилия любви
- Мера за меру[3]
- Венецианский купец
- Виндзорские насмешницы
- Сон в летнюю ночь
- Много шума из ничего
- Перикл
- Укрощение строптивой
- Буря
- Двенадцатая ночь
- Два веронца
- Два знатных родича
- Зимняя сказка